# Virginia Slims of Kansas 1988
Il Virginia Slims of Kansas 1988 è stato un torneo di tennis giocato sul cemento indoor. È stata la 8ª edizione del torneo, che fa parte della categoria Tier V nell'ambito del WTA Tour 1988. Si è giocato al Kansas Coliseum di Wichita negli Stati Uniti, dal 29 febbraio al 6 marzo 1988.

## Campionesse

### Singolare
Manuela Maleeva ha battuto in finale  Sylvia Hanika con il punteggio di 7–6, 7–5

### Doppio
Natal'ja Bykova /  Svetlana Černeva hanno battuto in finale  Jana Novotná /  Catherine Suire con il punteggio di 6–3, 6–4